# Jorge Ribeiro
Jorge Miguel de Oliveira Ribeiro (ur. 9 listopada 1981 w Lizbonie) – portugalski piłkarz występujący najczęściej na pozycji lewego obrońcy. Obecnie gra w Desportivo Aves.

## Kariera klubowa
Jorge Ribeiro swoją piłkarską karierę rozpoczynał w Benfice Lizbona, w barwach której grał od 1999 do 2002. W międzyczasie wypożyczony był do drużyny Santa Clara. Następnie na tej samej zasadzie trafiał do innych klubów. Najpierw do Varzim, dla którego zagrał w 53 meczach, a następnie do Gil Vicente, gdzie wystąpił w czternastu spotkaniach.
W 2005 wyjechał z kraju i trafił do Dynama Moskwa. W 27 meczach cztery razy wpisał się na listę strzelców, po czym został wypożyczony do hiszpańskiej Málagi. W 2006 powrócił do Portugalii i przez krótki czas reprezentował barwy Aves, a w następnym roku podpisał kontrakt z Boavistą. Dla nowego klubu w sezonie 2007/2008 rozegrał 26 ligowych spotkań i strzelił osiem goli.
24 lipca 2008 Ribieiro powrócił do Benfiki, z którą związał się czteroletnim kontraktem. 22 września strzelił gola w wygranym 4:3 wyjazdowym meczu z FC Paços de Ferreira. Portugalski obrońca o miejsce na lewej stronie defensywy rywalizował z Brazylijczykiem Leo, który po sezonie odszedł do klubu Santos FC. W sezonie 2009/2010 nie zagrał w żadnym meczu. W 2010 został wypożyczony do Vitórii Guimarães.

## Kariera reprezentacyjna
W reprezentacji Portugalii Ribeiro zadebiutował 20 listopada 2002 w wygranym 2:0 spotkaniu przeciwko Szkocji. W październiku 2007 zastąpił José Bosingwę na prawej stronie obrony w meczach eliminacji do Euro 2008 przeciwko Azerbejdżanowi i Kazachstanowi. W 2008 Luiz Felipe Scolari powołał go do kadry na mistrzostwa Europy, na których Portugalczycy dotarli do ćwierćfinału.